# Club Atlético Talleres (Remedios de Escalada) 1931
Questa voce raccoglie le informazioni riguardanti il Club Atlético Talleres nelle competizioni ufficiali della stagione 1931.

## Maglie e sponsor
| Manica sinistra · Manica sinistra · Maglietta · Maglietta · Manica destra · Manica destra · Pantaloncini · Calzettoni |

## Rosa
| N. |                      | Ruolo | Calciatore          |
| -- | -------------------- | ----- | ------------------- |
|    | Argentina (bandiera) | P     | Ángel Bossio        |
|    | Argentina (bandiera) | P     | Luis Visini         |
|    | Argentina (bandiera) | D     | Francisco Paola     |
|    | Argentina (bandiera) | D     | José Ravizza        |
|    | Argentina (bandiera) | D     | Nicodemus Allan     |
|    | Argentina (bandiera) | D     | Carlos Wilson       |
|    | Argentina (bandiera) | C     | Francisco Angeletti |
|    | Argentina (bandiera) | C     | Ramón Brión         |
|    | Argentina (bandiera) | C     | Pascual Capiello    |
|    | Argentina (bandiera) | C     | Leandro Donadi      |
|    | Argentina (bandiera) | C     | Ángel Lombardi      |
|    | Argentina (bandiera) | C     | Dante Madero        |
|    | Argentina (bandiera) | C     | Eusebio Monti       |
|    | Argentina (bandiera) | C     | Oscar Rodríguez     |
|    | Argentina (bandiera) | C     | Pedro Sirio         |
|    | Argentina (bandiera) | C     | Jorge Titonell      |

| N. |                      | Ruolo | Calciatore              |
| -- | -------------------- | ----- | ----------------------- |
|    | Argentina (bandiera) | C     | Olegario Viegas         |
|    | Argentina (bandiera) | A     | Hércules Cilento        |
|    | Argentina (bandiera) | A     | Carlos D'Abate          |
|    | Argentina (bandiera) | A     | Ángel Díaz              |
|    | Argentina (bandiera) | A     | Luis Donato             |
|    | Uruguay (bandiera)   | A     | Enrique Fernández Viola |
|    | Argentina (bandiera) | A     | Ramón González          |
|    | Argentina (bandiera) | A     | Hugo Lamanna            |
|    | Argentina (bandiera) | A     | Vicente Lucifero        |
|    | Argentina (bandiera) | A     | Hugo Martínez           |
|    | Argentina (bandiera) | A     | Valentín Martínez       |
|    | Argentina (bandiera) | A     | Dardo Nogués            |
|    | Argentina (bandiera) | A     | Francisco J. Pereyra    |
|    | Argentina (bandiera) | A     | Germán Romero           |
|    | Argentina (bandiera) | A     | Eduardo Vázquez         |
|    | Argentina (bandiera) | A     | Luis Zubizarreta        |

## Statistiche

### Statistiche di squadra
| Competizione | Punti | Totale | Totale | Totale | Totale | Totale | Totale |
| Competizione | Punti | G      | V      | N      | P      | Gf     | Gs     |
| ------------ | ----- | ------ | ------ | ------ | ------ | ------ | ------ |
| Campionato   | 24    | 34     | 11     | 2      | 21     | 48     | 50     |
| Totale       | 24    | 34     | 11     | 2      | 21     | 48     | 50     |